# Eugen Ruffínyi
Eugen Ruffínyi (1. března 1846, Dobšiná – 13. ledna 1924, tamtéž) byl slovenský báňský inženýr, jeskyňář, objevitel Dobšinské ledové jeskyně.

## Život

### Dětství a mládí
Rodina Ruffinyů pocházela z Itálie, do Dobšiné se přistěhovali jako báňští odborníci. Eugenův otec Pavol byl báňský inženýr a důlní měřič.
Eugen jako dítě chodil do základní školy nejdříve v Dobšiné, střední školu navštěvoval v Rožňavě a v Kežmarku, později v Košicích. Ve studiích pokračoval v Banské Štiavnici, kde v roce 1869 získal titul důlního inženýra. Po studiích se vrátil do Dobšiné a zde se ve funkci důlního měřiče stal báňským a hutním inspektorem.

### Objevitel Dobšinské ledové jeskyně
Už jako dítě se zajímal o místní pověsti o neprobádaných místech v podzemí. Na letních prázdninách roku 1869 se Eugen s přítelem poručíkem Gustávem Langem vydal k propasti blízko Dobšiné. Ruffínyi hodil kámen do úzkého otvoru, kde bylo slyšet jak se kámen kutálí a naráží na jiné kameny a po celou dobu se zdola ozýval podivný dutý zvuk. Po chvíli ticha Gustáv Lang vystřelil ze své lovecké pušky dolů do úzké štěrbiny a zdola se ozvala několikanásobná dutá ozvěna výstřelu. Po těchto pokusech Eugen Ruffinyi dospěl k závěru, že vnitřek vrchu Duča v sobě ukrývá jeskyni. Oba se dohodli, že se sem později vrátí a pokusí se prostory prozkoumat.
15. června 1870 začali spolu s A. Megem průzkumem jeskyně. Ruffinyi jištěn svým přáteli na konopném laně vstoupil do podzemí jako první. Veřejnosti byla jeskyně zpřístupněna již rok po objevení a v roce 1887 byla jako první jeskyně v Evropě elektricky osvětlena.

## Ocenění
Na počest Eugena Ruffínyiho byla pojmenována základní škola v Dobšiné.